# Джон Уайт Хауелл
Джон Уайт Хауелл (22 грудня 1857 — 28 липня 1937) — американський інженер-електрик.
Все своє професійне життя, з 1880 по 1930 рік провів у Томаса Едісона і спеціалізувався на розробці та виробництві ламп розжарювання.
У 1924 році Хауелл за внесок у розробку лампи розжарювання отримав медаль IEEE Edison . Пізніше Хауелл свзяв участь у написанні книги « Історія лампи розжарювання», яка є ідентифікацєю та описом ламп Едісона .
Навчання Хауелла проходило в університеті Рутгерса, коледжі міста Нью-Йорк і Технологічному інституті Стівенса .
Джон В. Хауелл народився в Нью-Брансвіку, штат Нью-Джерсі, 22 грудня 1857 року. Батьки Мартін Армстронг та Ебігейл Лучетти (Стаут) Хауелл. Його найпершим американським предком по батькові був Едвард Хауелл, який прибув до Америки з Англії до 1639 р. Він отримав земельну субсидію в 500 акрів в Лінні, штат Массачусетс і в 1640 р. був засновником Саутгемптона, Лонг-Айленд, Нью-Йорк.
Його дід Хауелл був судновласником і залізничним чиновником, а батько — винахідником банкнот і їх виготовлення.
В останній рік навчання у Стівенсі(1878–81рр) він написав дисертацію на тему " Економія електричного освітлення розжарюванням " в якій надав оригінальні та точні дані про ефективність динамо-ламп. Опублікований у формі буклета під назвою «Електричні ліхтарі розжарювання» в 1882 році, він був відразу перекладений на кілька мов.
В результаті Хауелла прийняв на роботу Томас А. Едісон на нещодавно створеному «Едісон Фабрику» в Менло-Парк, штат Нью-Джерсі, в інженерний відділі в липні 1881 року. Тут він зайнявся підготовкою обладнання для фотометричного вимірювання та випробування ламп розжарювання, розробкою методів та порядку їх виготовлення в комерційних масштабах.
У 1890 р. пан Хауелл представив ключові технічні докази в одному з судових процесів Едісона щодо порушення патентів над компанією Edison Electric Light Co. Компанія Сполучених Штатів з електричного освітлення, Едісон подав позов на компанію з електричного освітлення США за порушення Патенту вуглецевих ниток Едісона на високу стійкість. В рамках захисту адвокати US Electric Lighting Company стверджували, що патент Едісона недійсний, оскільки вони стверджували, що близько 1879 ручних ламп, описаних в оригінальному патенті 1880 року, не можуть бути відтворені з використанням матеріалів та методів, описаних у патенті. Двоє лаборантів Едісона намагалися виготовити лампи для суду вручну, але їм це не вдалося зробити . Тоді це завдання було поставлено містеру Хауеллу. Йому вдалося створити тридцять-сорок діючих ламп з вугільною ниткою «шпаклівка», як описано в фундаментальному патенті Едісона . Виносячи своє рішення, суддя у справі заявив, що свідчення пана Хауелла повністю спростували твердження, що патент не надає достатньої інформації, щоб кваліфікований фахівець міг виготовити лампи.
Свою перемогу в цьому знаменитому процесі Едісон продемонстрував на Всесвітній виставці 1893 року в Чикаго. Там були виставлені дві і вугільні лампи з вугільною ниткою, виготовлені Джоном Хауеллом для випробування 1890 року, а також інструменти, використовувані їм, щоб зробити такі лампи.
Сьогодні в колекції рідкісних історичних світильників збережено сім ламп «смоляної замазки», зроблених власноруч паном Хауеллом у 1890 році.
У 1893 р. пан Хауелл був призначений головним інженером Едісонових заводів ламп Генеральної електричної компанії. Якраз ця компанія взяла на себе Едісонові лампочні роботи. Хауел займав посаду інженера до своєї відставки в 1931 році. З 1900 р. і до кінця свого життя він був членом дорадчої ради дослідницької лабораторії General Electric Company в Шенектаді, штат Нью-Йорк.
В лабораторіях Едісона в Менло-Парку, пан Хауелл винайшов перший надійний індикатор тиску електричного струму, відомий як вольтметр Хоуелла. Винахід був стандартом для розподільних щитів центральних станцій аж до розробки вольтметра Вестона в 1890 році.
Окрім вольтметра він вдосконалив існуючі прилади та створив багато нових приладів, що використовуються у виробництві електричних ламп, і залишив визначний слід в мистецтві електричного освітлення в багатьох напрямках.
Хауелл був тісно пов'язаний з винаходами, які збільшили виробництво ламп з початкової швидкості 35000 ламп на рік до 3000 ламп на хвилину.
У 1885 р. він визначив відносний ресурс ламп при різних початкових потужностях свічок, отримавши показник ефективності. Він також винайшов автоматичну машину для обробки вуглецевої нитки, яка усувала небезпеку винекнення пожежі і яка впродовж багатьох років використовувалася у виробництві електричних ламп, як в цій країні, так і в Європі; чотириголову вертикальну ущільнювальну машину (1896), яка була першою сучасною машиною для обробки скла, що застосовується у промисловості електричних ламп; у співпраці з Вільямом Расселом Берроузом, верстат для виготовлення штоків (1901), який витіснив ручний метод виготовлення стебел електричних ламп. Загалом йому було надано близько п'ятдесяти патентів.
Хауелл, допомагав у розробці багатьох важливих тем, що стосуються методу електричного розподілу, фотометричних стандартів та суміжних тем.
У 1924 р. в знак визнання його внеску в розробку лампи розжарювання, він був нагороджений медаллю Едісона [Архівовано 4 березня 2016 у Wayback Machine.] Американським інститутом інженерів-електриків
Пан Хауелл опублікував свої мемуари « Історія для моїх дітей». [Архівовано 4 березня 2016 у Wayback Machine.]у 1930 році.
В 1899 р. пан Хауелл отримав почесний ступінь ЕЕ у Технологічному інституті Стівенса . В 1925 році — почесну ступінь доктора філософії університету Рутгерса та Технологічного інституту Стівенса в 1932 році.
Він був членом ради директорів Інституту заощаджень Говарда в Ньюарку, Нью-Джерсі; довіреною особою будинку Маркуса Уорда, м. Мейплвуд, Нью-Джерсі та Музейної асоціації Ньюарка (штат Нью-Джерсі) ; член Американської асоціації розвитку науки та Американського інституту електротехніків, член Товариства освітлювальної техніки Інституту Франкліна, Міжнародної електротехнічної комісії, Американського товариства інженерів-механіків, Едісон Піонерс (президент, 1923—1924), Theta Xi, клуби округу Ессекс і Ессекс у Ньюарку, клуб Мейдстоун в Істгемптоні, Лонг-Айленд, Нью-Йорк.
Скромний, щедрий, лагідний, містер Хауелл усюди був визнаним майстром своєї справи і завжди зберігав дружбу Томаса Едісона.
Він був одружений двічі. Перший раз у Ньюарку з Мері Кортландт штат Нью-Джерсі, 25 січня 1889 р. (вона померла в 1890 р .). Другий раз у Ньюарку з Фредерікою Беркл, штат Нью-Джерсі, 23 квітня 1895 р. Від другого шлюбу у нього було п'ятеро дітей.
Помер Джон У. Хауелл в Нью-Йорку 28 липня 1937 року.
Джерело: Національна циклопедія американської біографії, 1939

## Патенти (частковий перелік)
Електричний індикатор, — подано 24 грудня 1885 — видано 30 березня 1886 -
Система електричного розподілу, — подано 15 квітня 1886 р. — видано 16 листопада 1886 р
Вихлопні лампи, — подано 9 листопада 1897 — видано 28 квітня 1903
Виробництво високих пилососів — подано 31 серпня 1899 — видано 30 жовтня 1900
Виріз — подано 2 лютого 1901 — видано 30 грудня 1902
Лампа розжарювання — Випущено 5 березня 1901 р. -
Пристрій для очищення ниток — подано 19 травня 1902 — видано 17 листопада 1903
Машина для покриття труб — подано 25 червня 1903 — видано 29 березня 1904
Машина для лікування ниток — подано 17 жовтня 1903 — видано 5 грудня 1911
Фотометричний апарат- патент подано 17 жовтня 1903 — видано 12 квітня 1904
Машина для виготовлення стебла для ламп розжарювання — подано 19 вересня 1903 — видано 23 липня 1907
Підтримка ниток — подано 17 грудня 1906 — видано 30 квітня 1912
Лампа розжарювання подано 23 жовтня 1907 — видано 17 листопада 1908
Формувальна машина для вольфрамових ниток, патент подано 7 травня 1908 — видано 20 травня 1913
Спосіб виготовлення ниток для ламп розжарювання, патент подано 18 серпня 1904 — видано 19 квітня 1910
Метод злиття лампових філамантів до провідних проводів — Видано 9 квітня 1912 року